# Roxanne Hart
Roxanne Hart (nascida em 27 de julho de 1952) é uma atriz estadunidense. Ela pode ser mais conhecida por seu papel como Brenda Wyatt no filme Highlander. Ela também é conhecida pelo papel da enfermeira Camille Shutt no drama médico Chicago Hope.

## Início da vida
Hart nasceu em Trenton em Nova Jersey. Seu pai era um professor e mais tarde se tornou o diretor da escola em Horace Greeley High School em Chappaqua na cidade de Nova York. Ela viria a se formar em Greeley em 1969.

## Carreira
No início de sua carreira, ela apareceu em várias produções da Broadway. Ela tem participado de vários filmes, incluindo The Verdict, Oh, God! You Devil, Once Around com Holly Hunter e The Good Girl com Jennifer Aniston, e "The Last Innocent Man" com Ed Harris..
Ela já apareceu em programas de televisão ao longo dos anos, incluindo as séries ER , Law & Order , Criminal Minds, House MD e Oz. Ela teve papéis recorrentes na década de 1990 como na comédia Dream On e mais recentente na série Medium.
Família
Hart é casada com o ator Philip Casnoff desde 1984 e eles têm dois filhos.